# Peter Maaßen
Peter Maaßen (* 12. Dezember 1913 in Düsseldorf; † 24. August 1988 in Oberhausen) war Spieler, Mäzen und 25 Jahre lang Präsident von Rot-Weiß Oberhausen (bis 1972).

## Leben
Maaßen, 1939 als Aktiver vom Duisburger SpV zu den „Kleeblättern“ nach Oberhausen gekommen, wurde im Herbst 1947 2. Vorsitzender und stand ab 1947 an der Spitze des Clubs. Er wurde wegen seiner absoluten Vereinsführung auch „Pascha“ genannt und bestimmte die wesentlichen Belange des Vereins; alle Entscheidungen von Rang gingen über seinen Schreibtisch. Er verpflichtete Trainer und Akteure, saß auf der Spielerbank und hielt Spielersitzungen ab.
In seine Ägide bei Rot-Weiß Oberhausen fiel die erfolgreichste Zeit des Vereins, der sich ab 1969 vier Jahre in der Bundesliga festsetzen konnte. Die Trainer Alfred „Adi“ Preißler und Günter Brocker sowie der Spieler Lothar Kobluhn, der 1971 Bundesliga-Torschützenkönig wurde, waren unter der Präsidentschaft Maaßens bei RWO. Die Nationalspieler Erich Juskowiak in den 1950ern und Hans Siemensmeyer in den 1960ern sind ebenfalls mit dieser Ära verbunden.
Verstrickt in den Bundesliga-Skandal (1971), wurde Maaßen 1972 für alle Ämter im Bereich des DFB bis Juli 1974 gesperrt; vom Verein wurde er dennoch zum Ehrenpräsidenten auf Lebenszeit erkoren.
Maaßen war auch maßgeblich an der Gründung der Fußball-Bundesliga beteiligt. Im DFB gehörte er von 1963 bis 1971 dem Ligaausschuss an. PM, wie die Branche ihn nannte, war Großhändler und Fabrikant für Kfz-Teile. Der Niedergang von RWO, wirtschaftliche Rückschläge und ein Schlaganfall kennzeichneten das Ende von Maaßen.

„Als Mann der ersten Stunde hat Peter Maaßen mit Hingabe dem Sport und am Wiederaufbau unserer Stadt seinen Anteil geleistet. Er war ein guter Botschafter Oberhausens, dem man mit Dank und Respekt gedenke.“

1953 zählte Maaßen zu den Wiederbegründern der Alten Oberhausener Karnevalsgesellschaft Weiß-Rot 1889, die er einst auch als 1. Vorsitzender anführte.
Peter Maaßen wurde auf dem St. Josef-Pfarrfriedhof in Oberhausen-Styrum beigesetzt. Sein Sohn Jürgen Maaßen war von 1969 bis 1977 Präsident der SpVgg Bad Pyrmont, die damals zeitweise drittklassig spielte.

## Ehrungen
- Bundesverdienstkreuz am Bande (11. April 1979)[2]
- DFB-Verdienstnadel